# Айс Ем Си
Иън Кембъл (на английски: Ian Campbell), известен с псевдонима Ice MC, е британски хип-хоп и евроденс изпълнител от ямайски произход, роден в Нотингам, Англия на 22 март, 1965 г.
През 1989 г. се запознава с италианския музикален продуцент Роберто Занети и записва дебютния си сингъл Easy („Лесно“). През 1993 г. Ice MC започва да работи съвместно с певицата Алексия. Заедно с нея записва някои от най-успешните си хитове, сред които са Think About The Way („Помисли за начина“), It's A Rainy Day („Днес е дъждовен ден“) и Take Away The Colour („Вземи цвета“).

## Дискография

### Албуми
- Cinema – 1990 г.
- My World – The Early Songs – 1991 г.
- Ice'n'Green – 1994 г.
- Ice'n'Green – The Remix Album – 1995 г.
- Greatest Hits And Remixes – 1996 г.
- Dreadatour – 1996 г.
- Cold Skool – 2004 г.

### Сингли
- Easy – 1989 г.
- Easy (Attack Remix) – 1989 г.
- Scream – 1990 г.
- Scream (The U.S. Remix) – 1990 г.
- Cinema – 1990 г.
- OK Corral! – 1990 г.
- OK Corral! (The Cotton Remixes) – 1990 г.
- The Megamix – 1990 г.
- People – 1991 г.
- People (Remix) – 1991 г.
- Happy Weekend – 1991 г.
- Happy Weekend (Remix) – 1991 г.
- Rainy Days – 1992 г.
- Take Away the Colour – 1993 г.
- Take Away the Colour (Remixes) – 1993 г.
- Think About the Way – 1994 г.
- Think About the Way (Boom Di Di Boom Remixes) – 1994 г.
- It's a Rainy Day – 1994 г.
- It's a Rainy Day (Remixes) – 1994 г.
- It's A Rainy Day (The Christmas Remix) – 1994 г.
- Take Away the Colour ('95 Reconstruction) – 1995 г.
- Ice'n' Mix (само в Италия) – 1995 г.
- Megamix (само във Франция) – 1995 г.
- Run Fa Cover (само в САЩ) – 1995 г.
- Russian Roulette (само в Швеция) – 1996 г.
- Funkin' With You (само във Франция) – 1996 г.
- Give Me the Light – 1996 г.
- Give Me the Light (Remixes) – 1996 г.
- Music for Money – 1996 г.
- Let's Take It Easy – 1997 г.
- It's a Miracle – 2004 г.